# Hexatoma (Eriocera) acunai
Hexatoma (Eriocera) acunai is een tweevleugelige uit de familie steltmuggen (Limoniidae). De soort komt voor in het Neotropisch gebied.